# Sociala förhållanden i den franska armén under 1700-talet

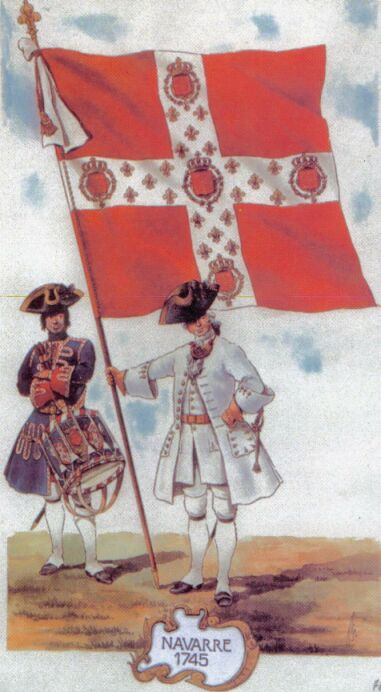
Officer hållande regementsfanan, vid Navarra-regementet 1745.

Sociala förhållanden i den franska armén under 1700-talet behandlar befälsstruktur, karriärvägar och befälets klasstillhörighet i den franska armén under 1700-talet, både under l'ancien régime och efter den franska revolutionen. Nästan nio tiondelar av den kungliga arméns manskap kom från allmogen eller arbetarklassen. Underofficerarna rekryterades från manskapet, men trots det kom en tredjedel av undeofficerskåren ur det lägre borgerskapets och de högre samhällsklassernas led. Inom officerskåren fanns det i praktiken tre karriärvägar beroende på officerens sociala ursprung. Den förnämsta, för officerare ur aristokratin, ledde till regementschefsposten vid unga år; den normala officerskarriären var vanligen förbehållen lågadeln och ledde till kaptensgraden och med svårighet även till högre grader. Befordrade underofficare kunde som högst nå kaptensgraden. Den franska revolutionen ledde till ett massivt förborgerligande av officerskåren.

## Manskap
Den tidigmoderna stående franska armén rekryterade i princip sitt manskap genom värvning. Svårigheterna att i krigstid anskaffa tillräckligt antal rekryter gjorde att under sjuttonhundratalet ungefär 15 % av truppen rekryterades utomlands och tjänstgjorde i tyska, schweiziska, irländska och andra främlingsregementen. De krigstida avgångarna kompletterades även genom att hela eller delar av den genom utskrivning uppställda milisen överfördes till den stående armén. De krigstida nyrekryteringarna bestod därför till 20-50 % av utskrivna, inte värvade soldater. Under Ludvig XIII uppmuntrades adeln att ta anställning som meniga soldater, men när den franska armén kraftigt växte under Ludvig XIV blev de flesta adelsmän officerare. Under sjuttonhundratalet blev det uttryckligen förbjudet för frälset att tjänstgöra som manskap.
Nästan nio av tio inhemskt rekryterade soldater hämtades från allmoge och arbetarklass under sjuttonhundratalet, medan en tiondedel kom från det lägre borgerskapet. Den högre borgarklassens och adelns sönder var även representerade i soldatleden, men i allt mindre antal. Både det lägre borgerskapets och de högre samhällsklassernas andel av det värvade manskapet avtog under sjuttonhundratalet. Ungefär en tredjedel av de meniga soldaterna var födda i städerna, resten på landsbygden.

## Underofficerare

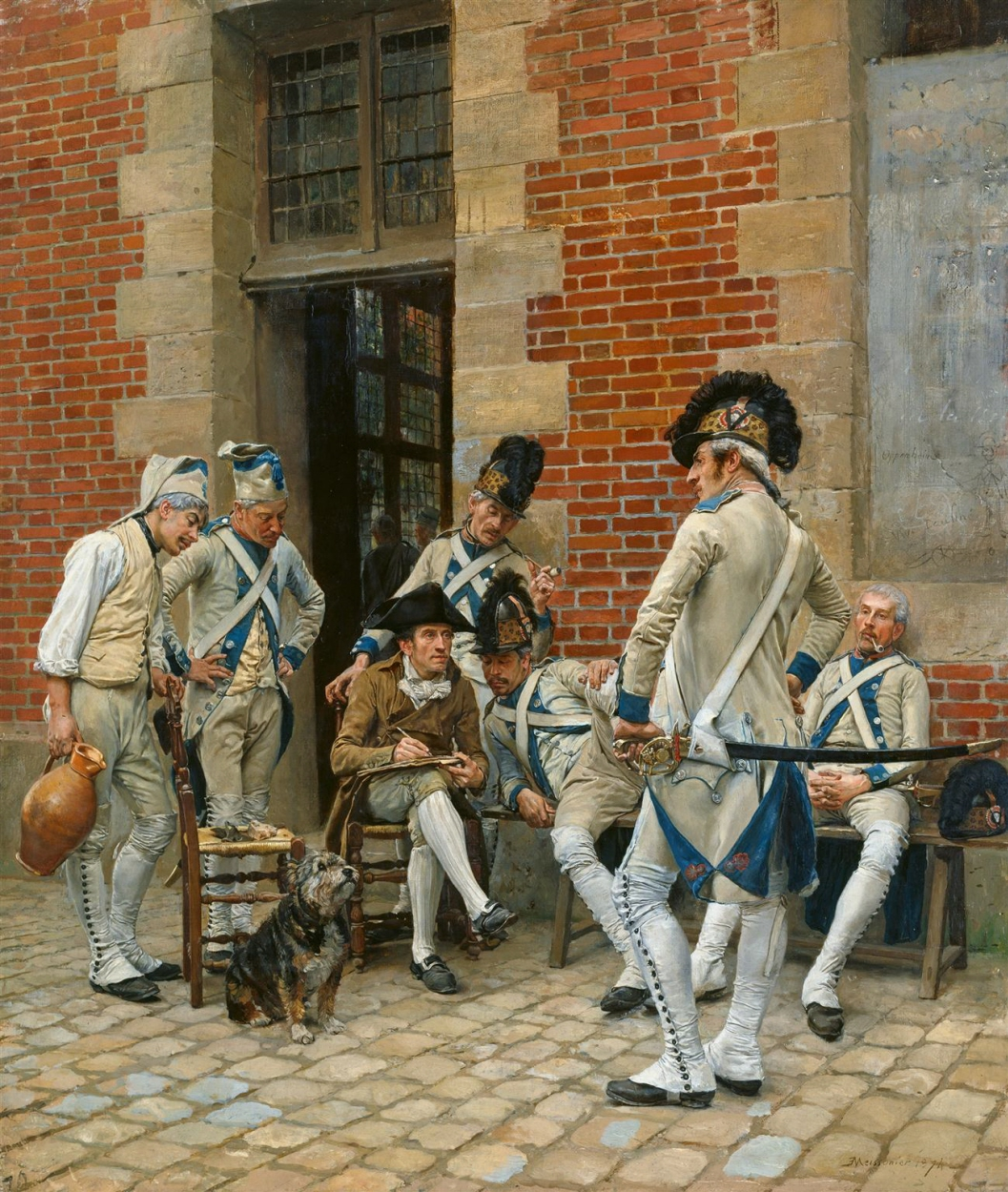
En tecknare ritar av en sergeant i uniform modell 1791.

Underofficerarna utvaldes av kompanichefen bland kompaniets eller regementets meniga och korpraler. Om befordran inte skedde inom kompaniet vände sig kompanicheferna oftast till grenadjärkompaniet för att rekrytera underofficerare. Meniga befordrades ofta direkt till underofficerare utan att först ha varit korpraler. Underofficersbefordran kom därför ofta vid lägre ålder än korpralsbefordran. Underofficerarna utvaldes på grund av visad eller förväntad befälsförmåga samt läs- och skrivkunnighet. Medan de flesta underofficerare kunde läsa och skriva var ungefär en tredjedel av korpralerna inte skrivkunniga, men bland det obefordrade manskapet var det tre fjärdedelar som inte kunde skriva. Först 1764 blev skrivkunnighet ett krav för både underofficerare och korpraler. Urvalsprinciperna gjorde att det sociala ursprunget fick allt större betydelse för vilka som blev underofficerare under sjuttonhundratalet. Medan det lägre borgerskapets och de högre samhällsklassernas andel av de meniga soldaterna fortlöpande avtog, så ökade deras andel av underofficerskåren från en fjärdedel till en tredjedel.

## Officerarnas karriärvägar

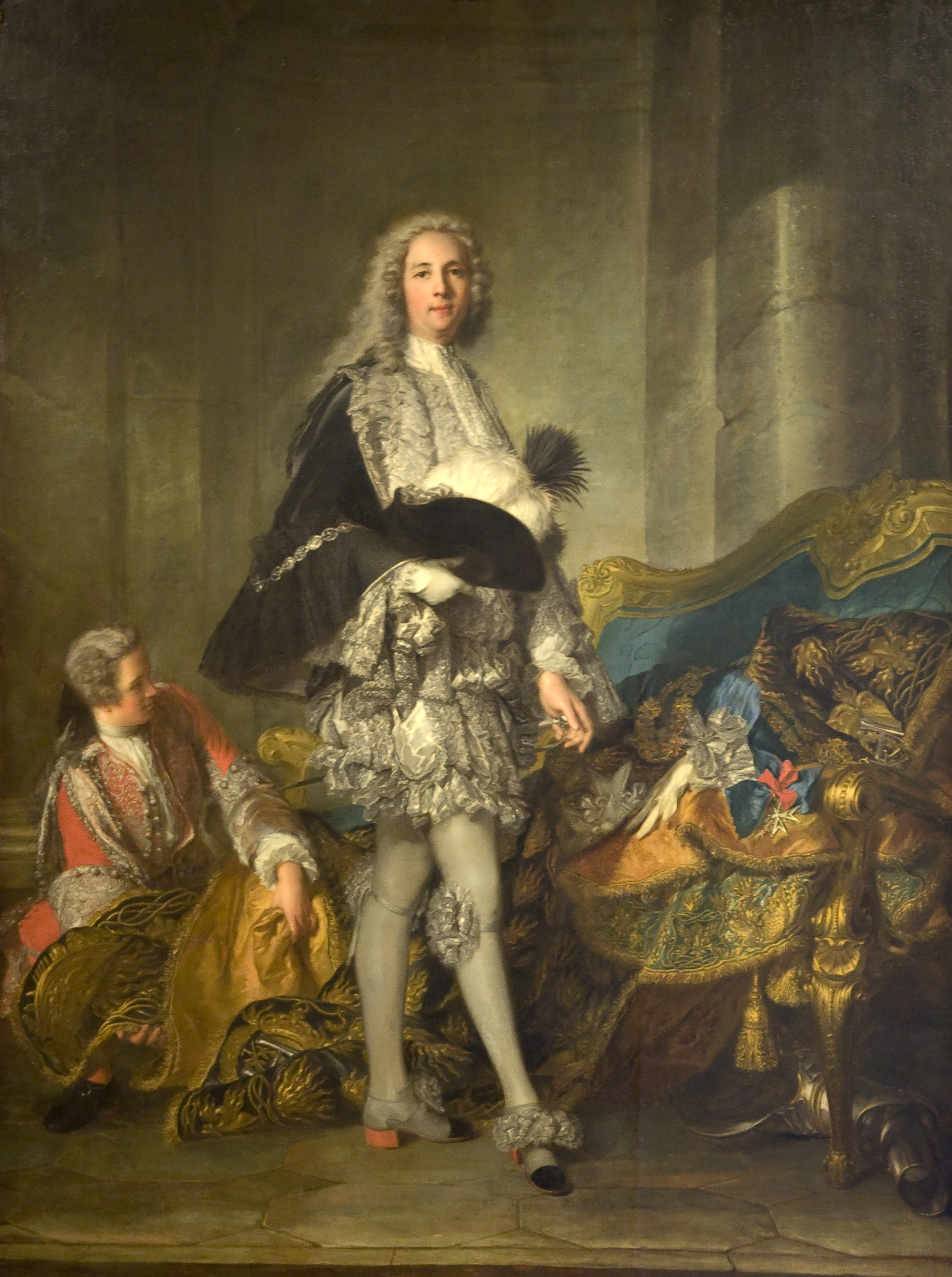
Hovadelns söner hade en gräddfil till högre befäl. Här hertig Louis François Armand de Vignerot du Plessis de Richelieu på väg till marskalksstaven.

För officerarna fanns det under sjuttonhundratalet i praktiken tre olika karriärvägar, med olika befordringsgång, snabbhet vid befordran och högsta slutgrad. Förutsättningarna för denna tredelning var det faktum att kompanichefer och regementschefer förvärvade sina befattningar genom officiella tjänsteköp (vénalité) och använde egna medel för att underhålla sina förband inom ramen för ett system med regements- och kompaniekonomier. Övriga officerstjänster var inte föremål för ämbetsköp. Den exklusivaste och snabbaste karriärvägen var förbehållen hovadeln (noblesse présentée). Den unge aristokraten började sin militära yrkesbana som kadett eller surnumerär underlöjtnant och köpte sedan en kompanichefstjänst efter några år. Efter någon tid som kapten köptes en regementschefstjänst. Vidare befordran till generalsgraderna var sedan beroende av förtjänst och skicklighet. Den andra karriärvägen, den normala, var öppen för både lågadel och högre borgerlighet. Vid tiden för den franska revolutionen utgjorde det ofrälse elementet i denna karriärväg omkring 10 %. Den som saknade tillgångar för att köpa en kaptenstjänst kunde högst bli grenadjärkapten, en befattning som inte var föremål för officiellt tjänsteköp. Den som hade tillgångar nog för att bli kompanichef kunde sedan nå överstelöjtnantsgraden utan tjänsteköp. Därifrån fanns det en möjlighet att bli befordrad direkt till brigadjär. Befordran inom den normala karriärvägen var också beroende av ett inofficiellt och olagligt ackordssystem (concordat), som fungerade på samma sätt som det svenska. I praktiken betydde det att även för befordran utan officiella tjänsteköp krävdes likvida medel av betydande storlek.

## Befordrade underofficerare
Den tredje karriärvägen var reserverad för underofficerare (inte minst grenadjärunderofficerare), vanligen med mycket lång tjänstetid, tjugo år eller mer. Vissa officersbefattningar var reserverade för dessa före detta underofficerare, de så kallade officiers de fortune. Vid varje regemente var det två portes-drapeaux (fanjunkare med underlöjtnants rang), de två grenadjärunderlöjtnanterna och de två grenadjärlöjtnanterna samt regementskvartermästaren. Normalt kunde en före detta underofficer inte nå högre tjänst än löjtnant och högre grad än kapten i regementet. Undantagsvis kunde de befordras till kaptener och kompanichefer; det var då möjligt att bli vidarebefordrad till major och överstelöjtnant. De kunde också bli aides-majors (regementsadjutanter), till dess att denna befattning avskaffades 1776, för att sedan eventuellt bli befordrad till major. Svårigheterna var då att dessa officerare började bli alltför gamla för att vara fältdugliga. Vid regementena var det dessa långvägare som användes för de dagliga rutinsysslor som deras adliga officerskamrater fann minst tilltalande. Även om en del behöll sina soldatnamn var de noga med att iaktta ett ståndsmässigt uppförande. Trots detta var det officiers de fortune som var de första som fick gå vid neddragningar efter krigens slut.

## Bristande social homogenitet

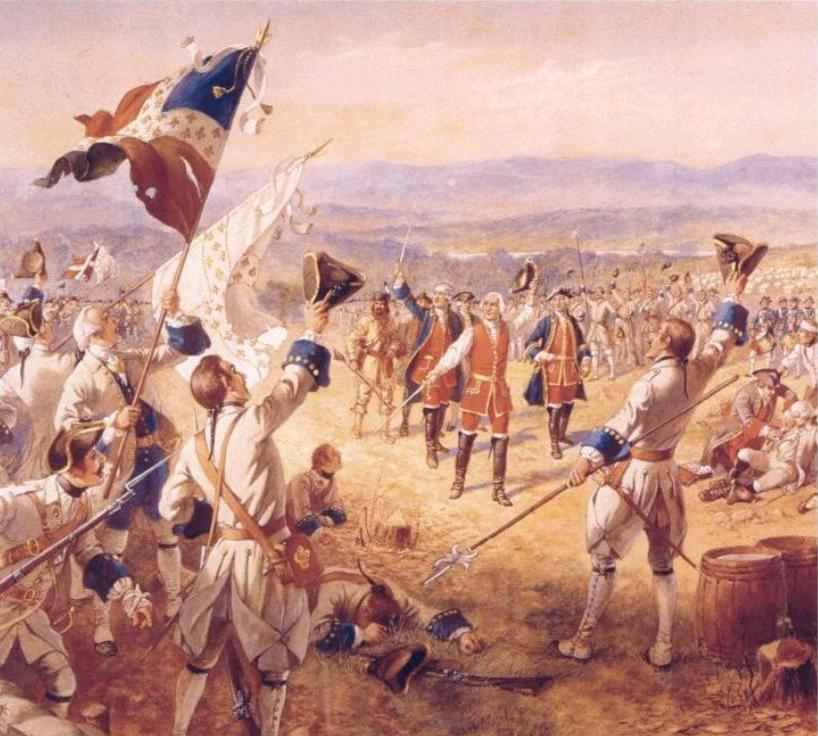
Trots de sociala spänningarna inom officerskåren kunde den franska armén vara effektiv på slagfältet.

De tre olika karriärvägarna gjorde att officerskåren saknade social homogenitet. Av de 9 600 officerare, utanför det mycket talrika generalitetet, som tjänstgjorde 1789 var 6 650 adelsmän, 1 850 ofrälse från de högre samhällsklasserna och 1 100 före detta underofficerare. Bland de adliga officerarna var det en avgrund som skiljde hovadeln från den militära lågadeln. Hovadelns tjänsteköp och snabba befordran gjorde att samtiden talade om colonels à la bavette (överstar i haklapp) och det fanns en tydlig motsättning mellan dessa och de av långsam befordran plågade äldre och erfarna officerare som tvingades tjänstgöra under yngre och mindre erfarna chefer. Medelåldern vid befordran till överste var 36 år, medan medelåldern vid befordran till kapten och kompanichef var 45 år. Det samtida talesättet var att man var född antingen till kapten eller till överste. Lika lite som underofficerskåren var officiers de fortune en blåkopia av manskapets sociala ursprung. De hade en tydligt bättre social bakgrund än både manskapet och underofficerarna och var ovanligt välutbildade. En studie visar att inte mindre än 48 % kom ur det lägre borgerskapet, 18 % ur det högre och 11 % ur adeln. Många adliga familjer kunde inte försörja sina söner under de ett eller två år som den blivande yrkesofficeren tjänstgjorde som oavlönad surnumerär underlöjtnant eller som dåligt avlönad kadett och de fick därför börja som meniga soldater. Det fanns också ofrälse familjer med en tradition av att tjänstgöra i lägre befattningar och en del av dessa nådde officersgraderna.

## Misslyckade reformer
Den franska arméns svårigheter före och under sjuårskriget ledde till omfattande militära reformer. Många av de taktiska och tekniska förändringar som genomfördes var resultatrika och skapade förutsättningar för Frankrikes militära framgångar under revolutions- och Napoleonkrigen. Under progressiva krigsministrar försökte man skapa en professionell yrkesofficerskår byggd på provinsadeln. Udden var därvid riktad både mot hovadeln och mot officerare med en borgerlig bakgrund. Ségur-lagen från 1781, som krävde fyra adliga anor för officersbefordran, var inte en aristokratisk reaktion utan ett led i denna strävan, men försöken att professionalisera officerskåren (genom militärskolor för fattiga officerssöner, ett centraliserat befordringssystem, ett gradvis avskaffande av tjänsteköpen och ett utestängande av borgerliga parvenyer med mycket pengar) misslyckades då hovadelns privilegierade karriärväg bibehölls. Detta ledde till en förödande spricka inom den franska adeln och kom många lågadliga officerare att förena sig med de borgerliga civila som ansåg sig som offer för orättvisa bördsprivilegier. Regimens legitimitet underminerades och dörren till revolutionen öppnades ännu ett snäpp.

## Franska revolutionen

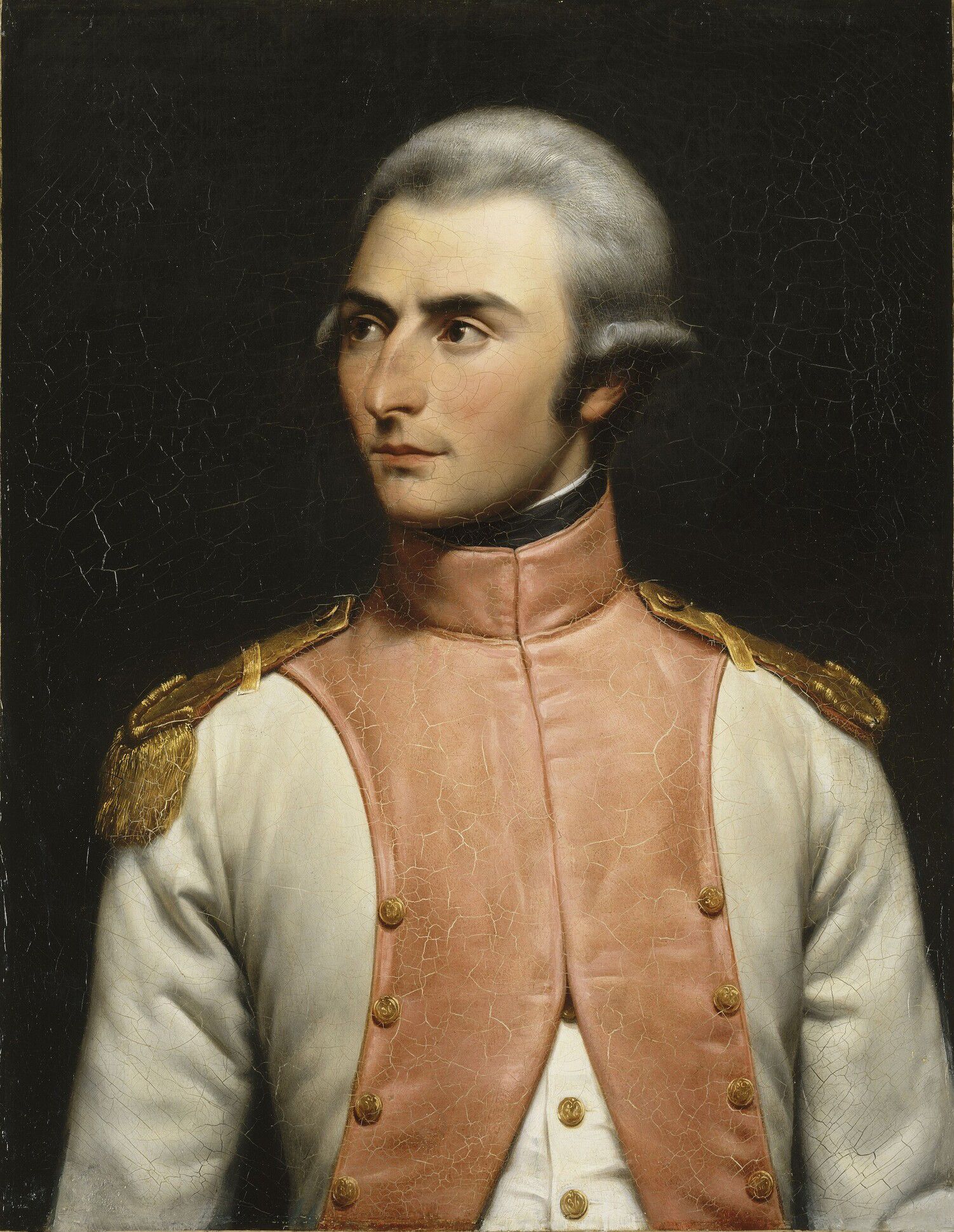
Jean-Baptiste Bernadotte var en av dem vars militära talanger frigjordes genom den franska revolutionen. Efter tio år som underofficer i den kungliga armén dröjde det inte länge innan han blev general och sedermera marskalk av Frankrike.

Revolutionen skapade nya förutsättningar för det militära yrket. Utskrivning på den allmänna värnpliktens grund, men med rätt att köpa sig fri, blev basen för rekryteringen av revolutionens och napoleontidens massarméer. Alla medborgares lika rätt till militära befattningar lagstadgades. Underofficerarna kallades nu sous-officiers istället för den tidigare benämningen bas-officiers, som ansågs nedsättande. Nya bestämmelser som gynnade underofficerare vid officersbefordran kom, tillsammans med de adliga officerarnas landsflykt och avsättning, att skapa en officerskår vilken under Napoleon till tre fjärdedelar bestod av före detta underofficerare. Det stora antalet underofficerare som blev officerare medförde en tillbakagång av underofficerskårens militära kompetens.
Sedan armén och nationalgardet slagits samman 1793 fastställdes ett befordringssystem där tjänsteålder och truppens val var bestämmande. De olika revolutionära regimerna ändrade sedan föreskrifterna upprepade gånger. Under Napoleon utnämnde regementschefen korpraler och underofficerare. Hälften av kompaniofficerarna befordrades genom urval och hälften genom val av truppen. Även i sistnämnda fall hade regementschefen stort inflytande genom att han nominerade kandidaterna. Regementsofficerare befordrades till hälften genom tjänsteålder och till hälften genom urval; generaler enbart genom urval. Val av truppen försvann gradvis, men förekom ännu i enstaka fall så sent som 1812. 1805 bestämdes att fyra år i graden var nödvändig för befordran, men denna regel kom inte att följas. 1811 föreskrevs att det krävdes två års tjänstgöring för att bli korpral, fyra år för att bli underofficer och åtta år för att bli underlöjtnant. Tre fjärdedelar av Napoleons officerare var rekryterade bland underofficerarna, medan en fjärdedel var direktrekryterad.  Revolutionen och de nya befordringsbestämmelserna medförde ett drastiskt förborgerligande av den franska officerskåren. På två år minskade andelen adliga officerare i armén från 80 % till 5 %. Över hälften av officerna kom nu ur det högre borgerskapet, en tredjedel ur det lägre och en sjättedel ur bondeklassen. Noterbart är att de officerare som kom ur de egendomslösas skara var färre än de adliga officerarna.